# El Portús (Murcia)
El Portús es una pequeña población del municipio de Cartagena en España. Perteneciente a la diputación de Perín, cerca de la población de Galifa (Canteras).

## Situación
La playa y el poblado de El Portús se encuentran situados dentro del parque natural de la Sierra de la Muela, Cabo Tiñoso y Roldán, un espacio protegido de gran valor ecológico.

## Toponimia
El nombre de El Portús proviene del latín Portusium, en castellano: 'el desfiladero', haciendo referencia a la rambla que desemboca en uno de los laterales de la playa.

## Playas
Las playas de El Portús están cubiertas de cantos rodados. Tiene una extensión de 350 metros de largo y 15 metros de ancho.
- Playa de El Portus: el situado más hacia el oeste donde se pueden encontrar algunas pequeñas casas unifamiliares y la playa es textil (o no nudista).
- Playa de La Losa: el tramo central de las playas de El Portús cuyo acceso atraviesa la rambla.
- Cala Morena: declarada como nudista.

## Transporte

### Por carretera
La vía RM-E21 da acceso a la población.

### Autobús
Presta servicio la siguiente línea urbana durante el periodo estival:
| Línea | Recorrido                            | Operador       |
| ----- | ------------------------------------ | -------------- |
| 12    | Bus Playa (Cala Cortina - El Portús) | ALSA (TUCARSA) |

## Galería

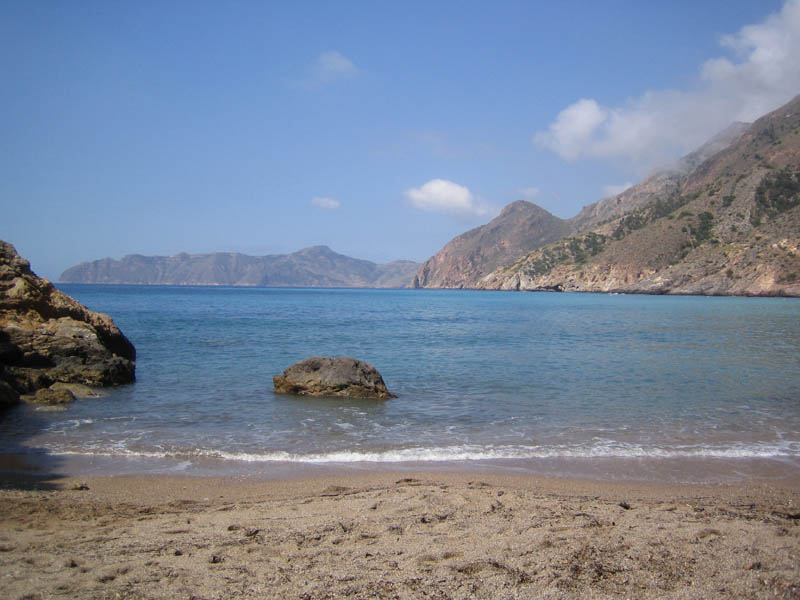
Playa de La Losa.
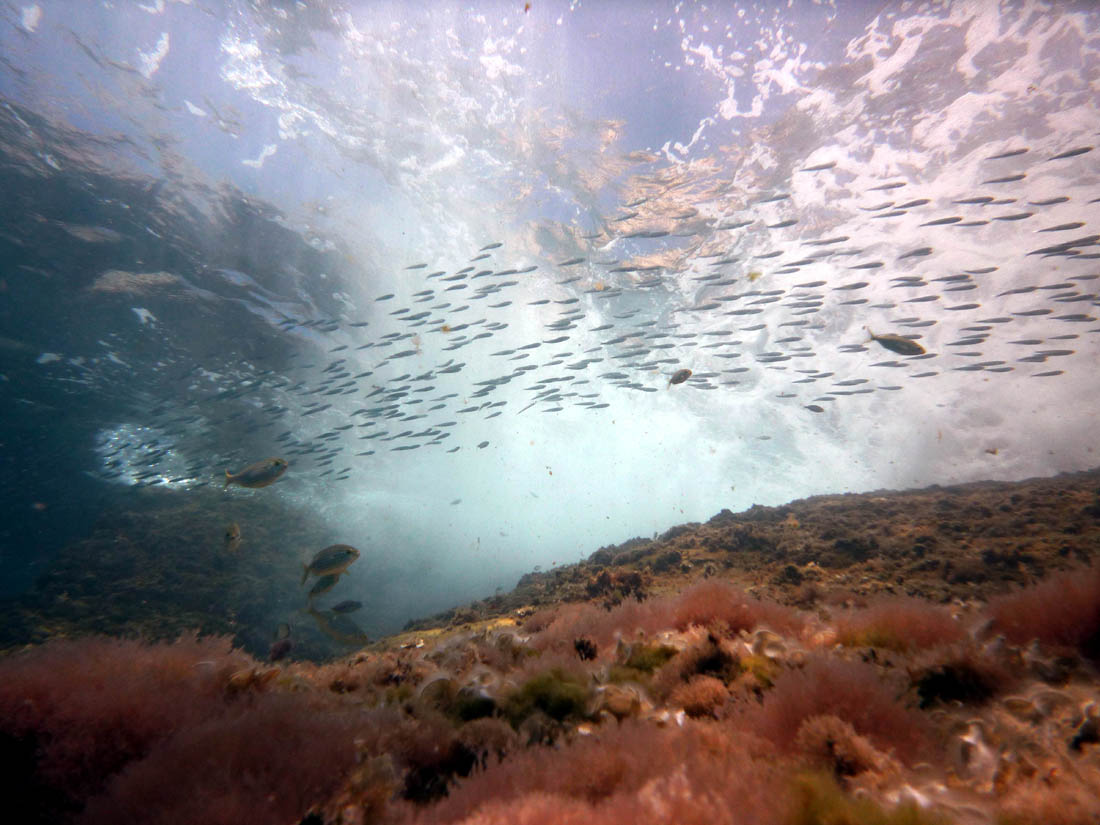
Fotografía submarina de El Portús
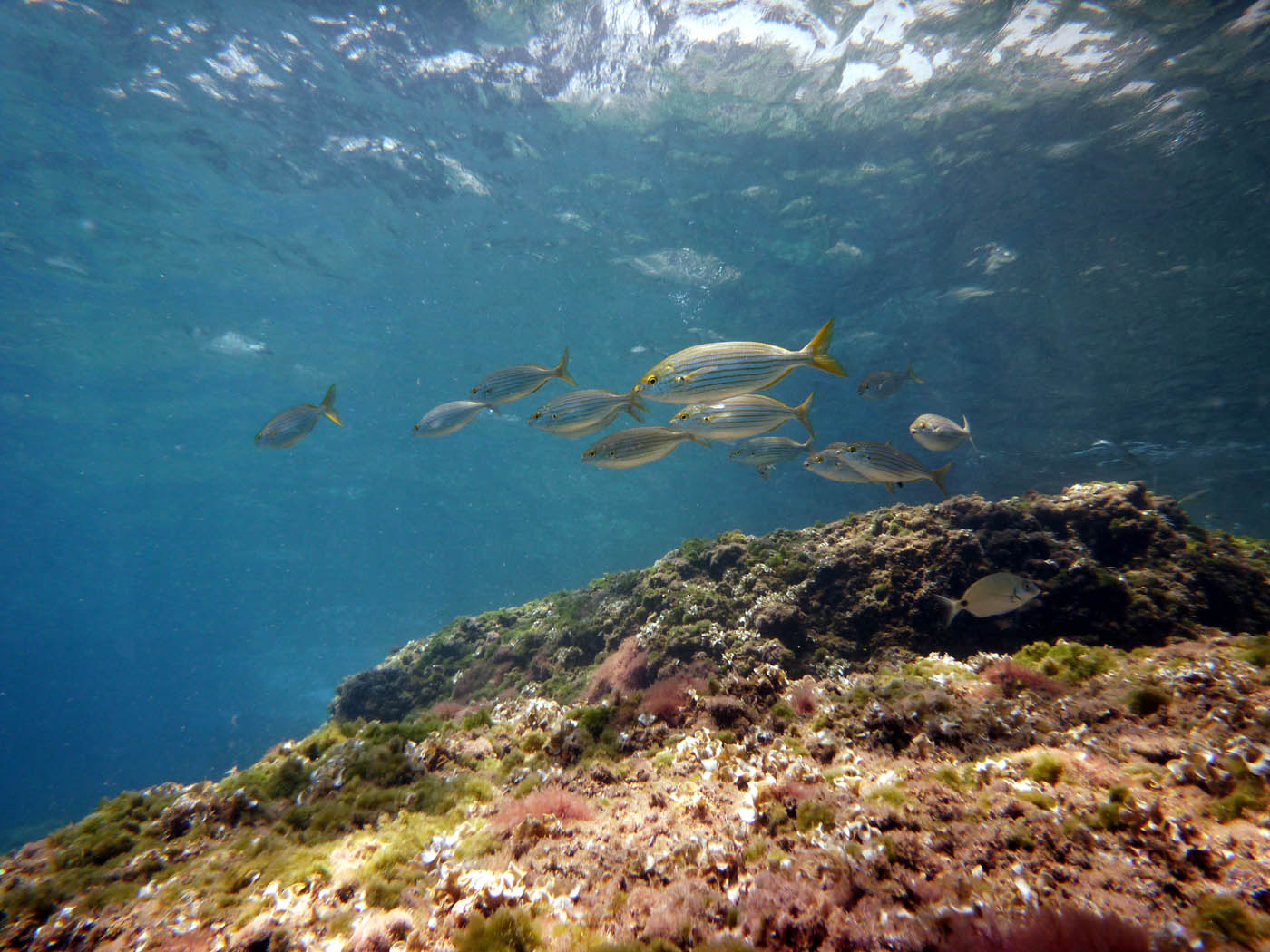
Banco de salpas en El Portús.
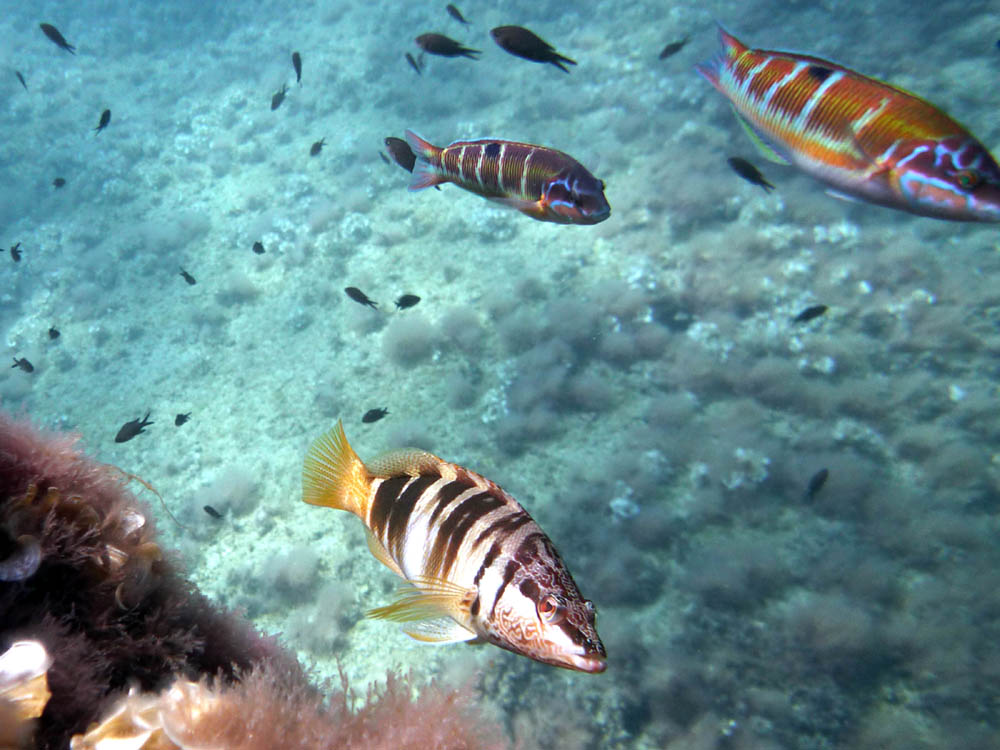
Serranus scriba y Thalassoma pavo en aguas de El Portús.
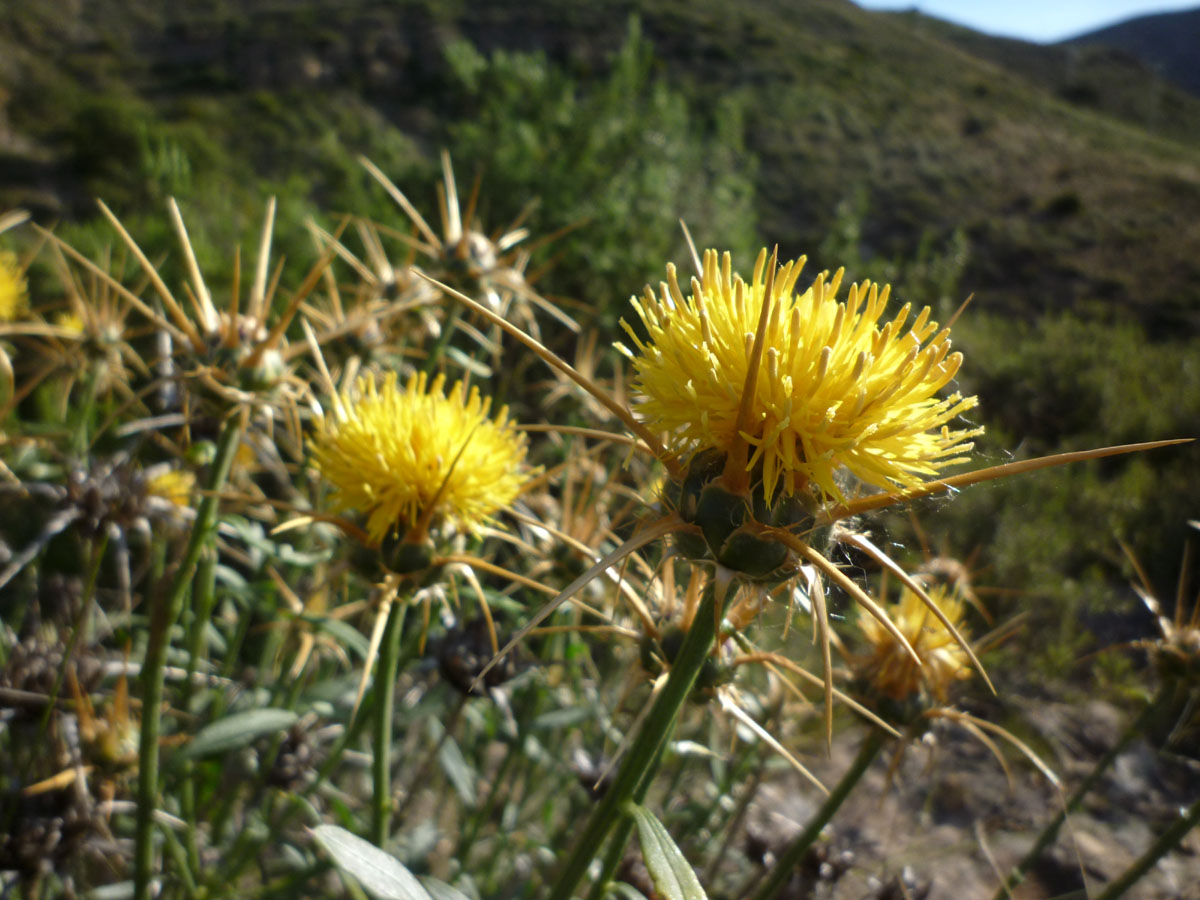
Centaurea saxicola, endemismo puntual de la provincia de Alicante, de la Región de Murcia y Almería en El Portús.
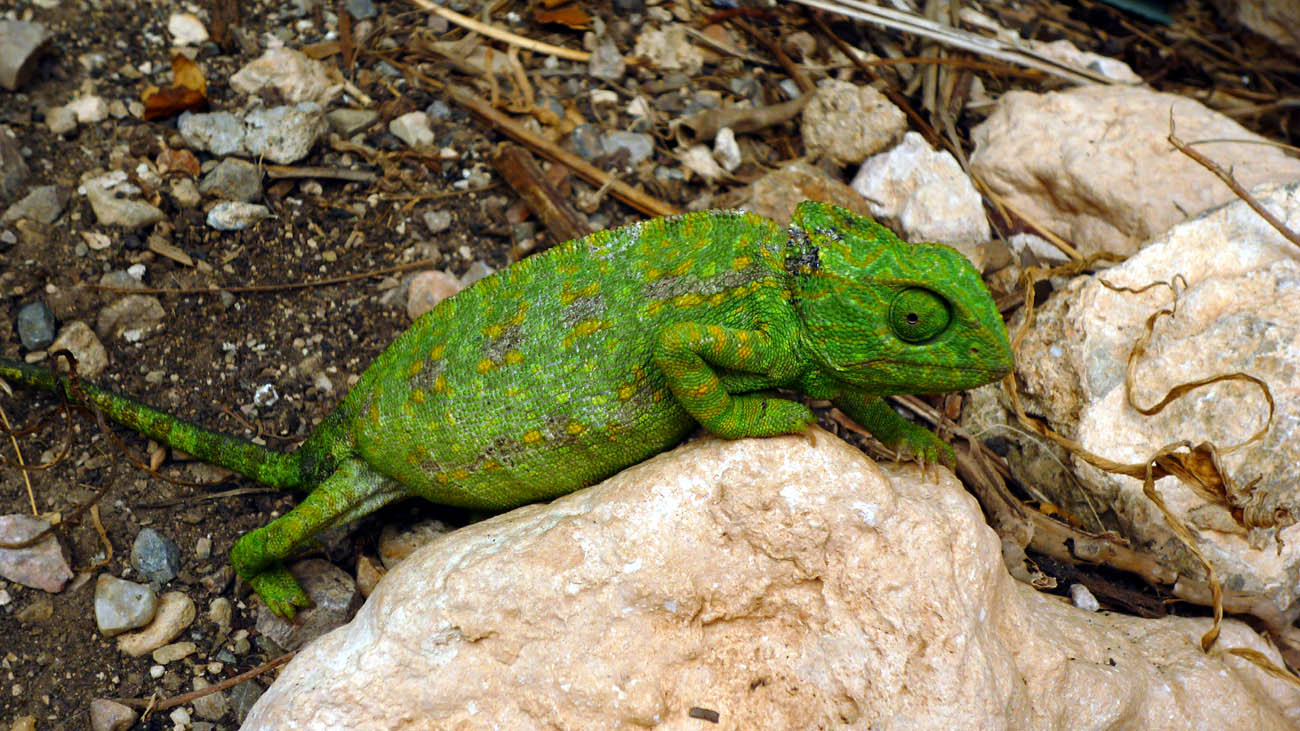
Chamaeleo chamaeleon (Camaleón común) en El Portús.